# Bagamassakern 2015
Bagamassakern var en serie massmord i den nigerianska staden Baga, och dess omgivning, som antas begåtts av den islamistiska terrororganisationen Boko Haram mellan 3 och 7 januari 2015. 
Attackerna började med ett angrepp på en multinationell militärbas i Dogo Gowon, en stad några kilometer utanför Baga, som härbärgade styrkor från Tchad, Niger och Nigeria. 
Flyende människor har vittnat om fruktansvärda händelser, och Amnesty International uppger att ungefär 2.000 människor dödats i området kring Baga samt att staden är så gott som "jämnad med marken". Human Rights Watch har publicerat satellitbilder som påstås visa samhället Baga, där nästan hela staden ligger i ruiner. Eftersom Boko Haram fortfarande kontrollerar området är det svårt att få uppgifter om attackerna bekräftade. 